# Plagiozopelma arctifacies
Plagiozopelma arctifacies är en tvåvingeart som först beskrevs av Octave Parent 1935.  Plagiozopelma arctifacies ingår i släktet Plagiozopelma och familjen styltflugor. Inga underarter finns listade i Catalogue of Life.